# 平城 (城郭分類)
平城（ひらじろ、ひらじょう）係指建築於平原地帶的城堡。它是由江戶時代的軍事學者基於地形所做的一種城堡分類法。

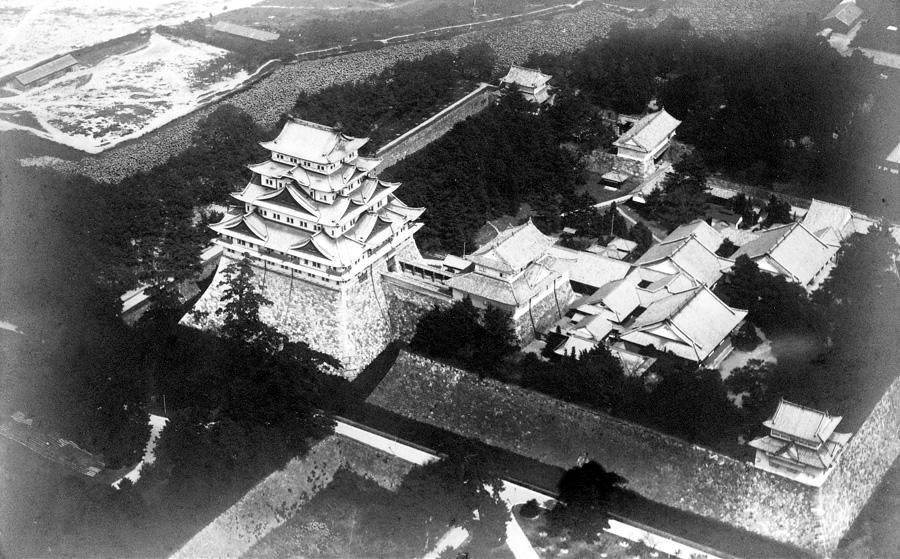
鳥瞰平城（名古屋城・1945年）

## 概要
戰國時代以前皆以山城為主而鮮少建築平城（也有因無適合山坡地形的情況下而建築在平地的案例）。這是因為平時生活起居在山麓上的居館，城堡僅作為軍事用途而在戰時才會聚集於城堡處戰鬥。但是進入到戰國晚期，除了其作為軍事基地使用以外更加上了政治、經濟據點的功能考量，因此開始建築位於交通和商業要衝的平城。
現在，鄰接川、河、湖、海等處所築，利用自然水域作為防禦用途的城堡雖然被分類為水城（みずじろ、みずき），也還是有因築城位置是平地（低地）而被歸類為平城的案例。然而也有些水城是沿海、河邊的山所建，並非所有水城都可能被視為平城。
 代表性的近代平城有：名古屋城、駿府城、二條城、廣島城等。看似平城的江戶城、大阪城實則被分類為平山城。另外， 高松城、 今治城、 中津城（以上為日本三大水城）、 高島城、膳所城等亦被分類為平城。

## 歷史

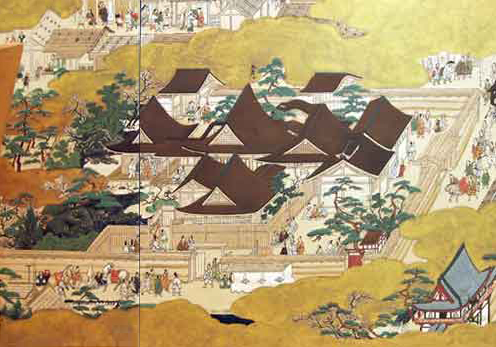
幕府的御所
（上杉本陶版『洛中洛外圖』中所描繪的室町第）

鎌倉時代初期至南北朝時代，武士居住於建在平地、由土壘與護城河圍成之「方形館（ほうけいやかた）」，成為之後的室町、戰國時代稱為「館、舘」的守護所（守護的居所）。守護所為當時模仿室町幕府的御所建，也多有將山城作為詰城（つめのしろ）建在水陸交通要衝的情況。 
此外同類型的建築方式普及到地方領主，普遍認為近世平城主要到室町後期由織田信長所築室町第（足利義昭的居所）或二條城等所影響。 
至近世開始在本丸建造天守。德川家康偏好平城並在平城中樞區域築起高層天守提升戰略價值（如名古屋城等） 。但是到了江戶時代，武家諸法度限制天守閣的建造為許可制，因其沒有必要性而停建、災害毀損、藩的財政困難等諸多理由而漸漸不再興築。

## 関連項目
- 山城
- 平山城
- 日本城堡列表

## 脚注

### 出典
1. 1 2 3  『図説戦国武将おもしろ事典』（監修・奈良本辰也、1990年・三笠書房）
2. ↑  水城[] -大辞林 第三版（三省堂）
3. ↑  赤穂城とは （页面存档备份，存于） - 国史跡赤穂城跡公式Webサイト（赤穂市教育委員会生涯学習課文化財係
4. ↑  加藤理文ほか執筆『【決定版】図説 縄張のすべて』学習研究社 2008年
5. ↑  『戦乱中国の覇者 毛利の城と戦略』成美堂出版 1997年]